# Tolga Zengin
Tolga Zengin (ur. 10 października 1983 w Hopie) – turecki piłkarz występujący na pozycji bramkarza. Od 2013 gra w Beşiktaşu JK.

## Kariera klubowa
Tolga Zengin do piętnastego roku życia trenował w drużynie Idmanocağı. W 1998 roku trafił do szkółki juniorów Trabzonsporu. Do pierwszego zespołu po raz pierwszy został powołany w 2002 roku. Pierwszym bramkarzem "Bordo-Mavililer" był wówczas Australijczyk Michael Petkovic, a Zengin na pierwszy występ musiał czekać aż do sezonu 2005/2006. Zadebiutował 10 lutego 2005 roku w przegranym 4:1 pojedynku przeciwko Galatasaray SK. Po odejściu Petkovica do Sivassporu, podstawowym golkiperem Trabzonsporu został właśnie Zengin. Wraz z drużyną Turek w sezonie 2005/2006 zajął czwarte miejsce w ligowej tabeli, taką samą pozycję zajął także w rozgrywkach 2006/2007. Od początku sezonu 2008/2009 Zengin pełnił w drużynie rolę rezerwowego dla Tony'ego Sylvy.
W 2013 roku Tolga Zengin przeszedł do Beşiktaşu JK.

## Kariera reprezentacyjna
Zengin ma za sobą występy w młodzieżowych reprezentacjach Turcji oraz drużynie B. W dorosłej kadrze zadebiutował 12 kwietnia 2006 roku w zremisowanym 1:1 towarzyskim pojedynku z Azerbejdżanem. W maju 2008 roku Fatih Terim powołał go do kadry pierwszej reprezentacji na Mistrzostwa Europy.
| Lata      | Reprezentacja | Występy | Gole |
| --------- | ------------- | ------- | ---- |
| 1998-1999 | Turcja U-15   | 9       | 0    |
| 1999-2000 | Turcja U-16   | 10      | 0    |
| 2000-2001 | Turcja U-17   | 7       | 0    |
| 2001      | Turcja U-18   | 1       | 0    |
| 2001      | Turcja U-19   | 4       | 0    |
| 2002-2003 | Turcja U-20   | 7       | 0    |
| 2004-2005 | Turcja U-21   | 4       | 0    |
| 2006      | Turcja B      | 1       | 0    |